# Информационни и комуникационни технологии
Информационни и комуникационни технологии (ИКТ) (на английски: Information and communications technology - ICT) е термин, който се използва за обозначаване на всички компютърни и комуникационни технологии (най-често използвани съвместно).
Терминът информационни и комуникационни технологии (ИКТ) е с широко значение, обхващащо всички познати начини и средства за обмен на информация, като радио, телевизия, мобилни телефони, компютърен софтуер и хардуер, сателитни системи и т.н., както и различни видове услуги и приложения, свързани с тях, като видео конференции и дистанционно обучение. ИКТ се използват в образованието, здравеопазването, библиотечната дейност и др.
В съвременното информационно общество, нуждата от използването на ИКТ е очевидна, с оглед на нуждата от управление на огромното количество информация в различните сфери на човешката дейност.
Поради факта, че терминът ИКТ е широко значение и се използва в значителен брой области на човешкото познание, той ще бъде разгледан със значението, което има в областта на образованието.
Успешното прилагане на ИКТ в образователните институции може да донесе множество ползи за всички учещи или работещи в тях. Посредством използването на ИКТ могат да се преодолеят проблеми от най-различно естество, като например проблемът за времевите и пространствени ограничения на традиционните класни стаи. Наред с това, чрез употребата на ИКТ на обучаемите и преподавателите се осигурява достъп до голямо количество съвременна и разнообразна информация, което може да улесни учащите при усвояването, а преподавателите – при подготовката – на учебния материал.
По-подробно разглеждане на приложението на ИКТ в образованието е направено в разширените описания на термините електронно обучение (e-learning), компютърно-базирано обучение (computer-based learning) и обучение, посредством компютър (computer-mediated learning).